# Ахен (район)
А́хен (нем. Aachen) — район в Германии. Центр района — город Ахен. Район входит в землю Северный Рейн-Вестфалия. Подчинён административному округу Кёльн. Занимает площадь 707 км². Население — 565,1 тыс. чел. (2010). Плотность населения — 799 человек/км².
Официальный код района — 05 3 34.
Район подразделяется на 10 общин.

## Природа
- Список природоохранных территорий района Ахен

## Города и общины
1. Ахен (257 675)
2. Штольберг (57 612)
3. Эшвайлер (55 412)
4. Херцогенрат (46 849)
5. Альсдорф (45 667)
6. Вюрзелен (37 643)
7. Басвайлер (27 925)
8. Зиммерат (15 549)
9. Моншау (12 529)
10. Рётген (8248)

(30 июня 2010)